# Barville-en-Gâtinais
Barville-en-Gâtinais is een gemeente in het Franse departement Loiret (regio Centre-Val de Loire) en telt 251 inwoners (2004). De oppervlakte bedraagt 10,5 km², de bevolkingsdichtheid is 23,9 inwoners per km².
De onderstaande kaart toont de ligging van Barville-en-Gâtinais met de belangrijkste infrastructuur en aangrenzende gemeenten.

## Demografie
Onderstaande figuur toont het verloop van het inwoneraantal van Barville-en-Gâtinais vanaf 1962.

Bron: Frans bureau voor statistiek. Cijfers inwoneraantal volgens de definitie population sans doubles comptes (zie de gehanteerde definities)
1. ↑  Populations de référence 2022.